# Konstantinos Lascaris

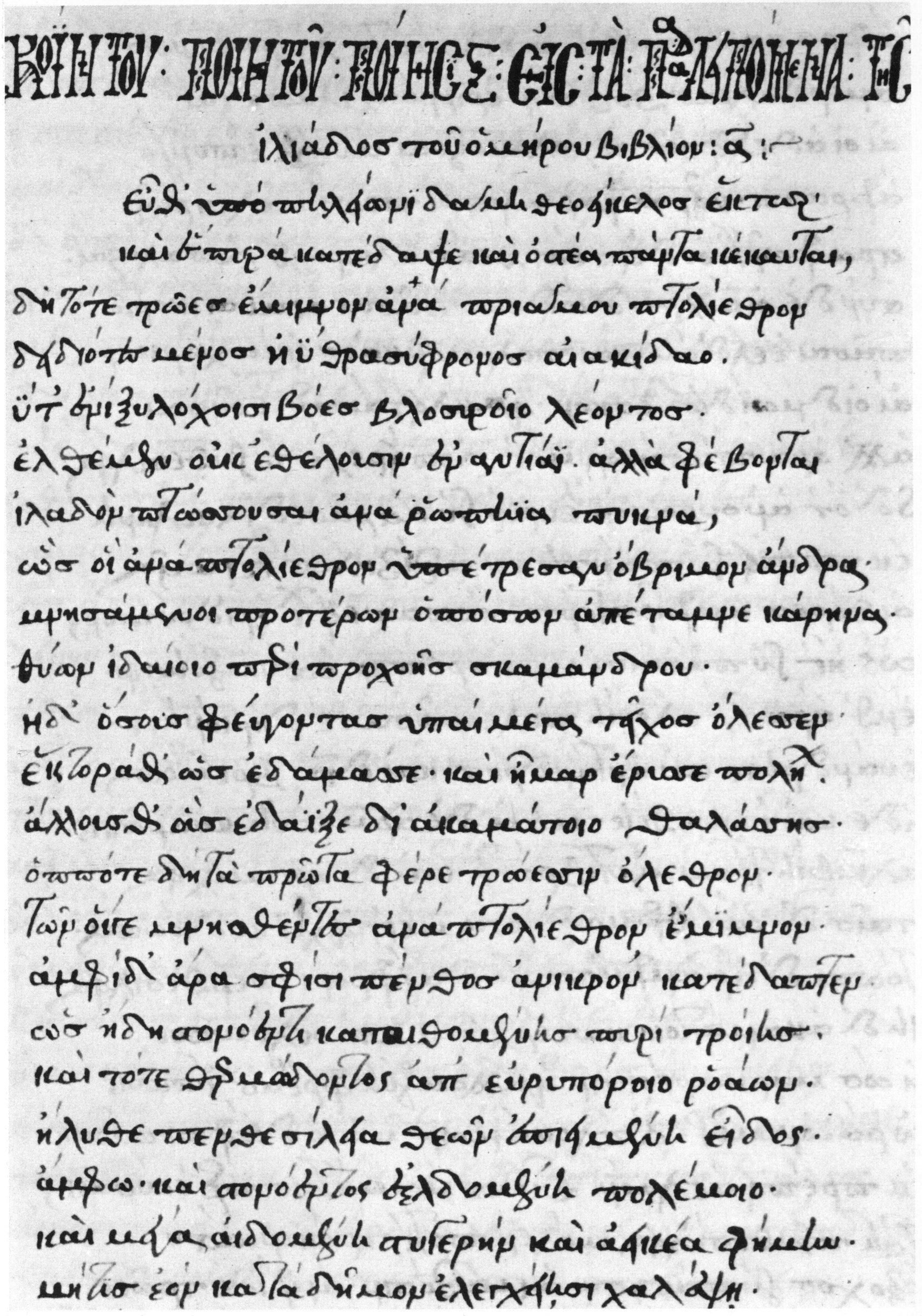
Quintus Smyrnaeus' Posthomerica, manuscript door Lascaris

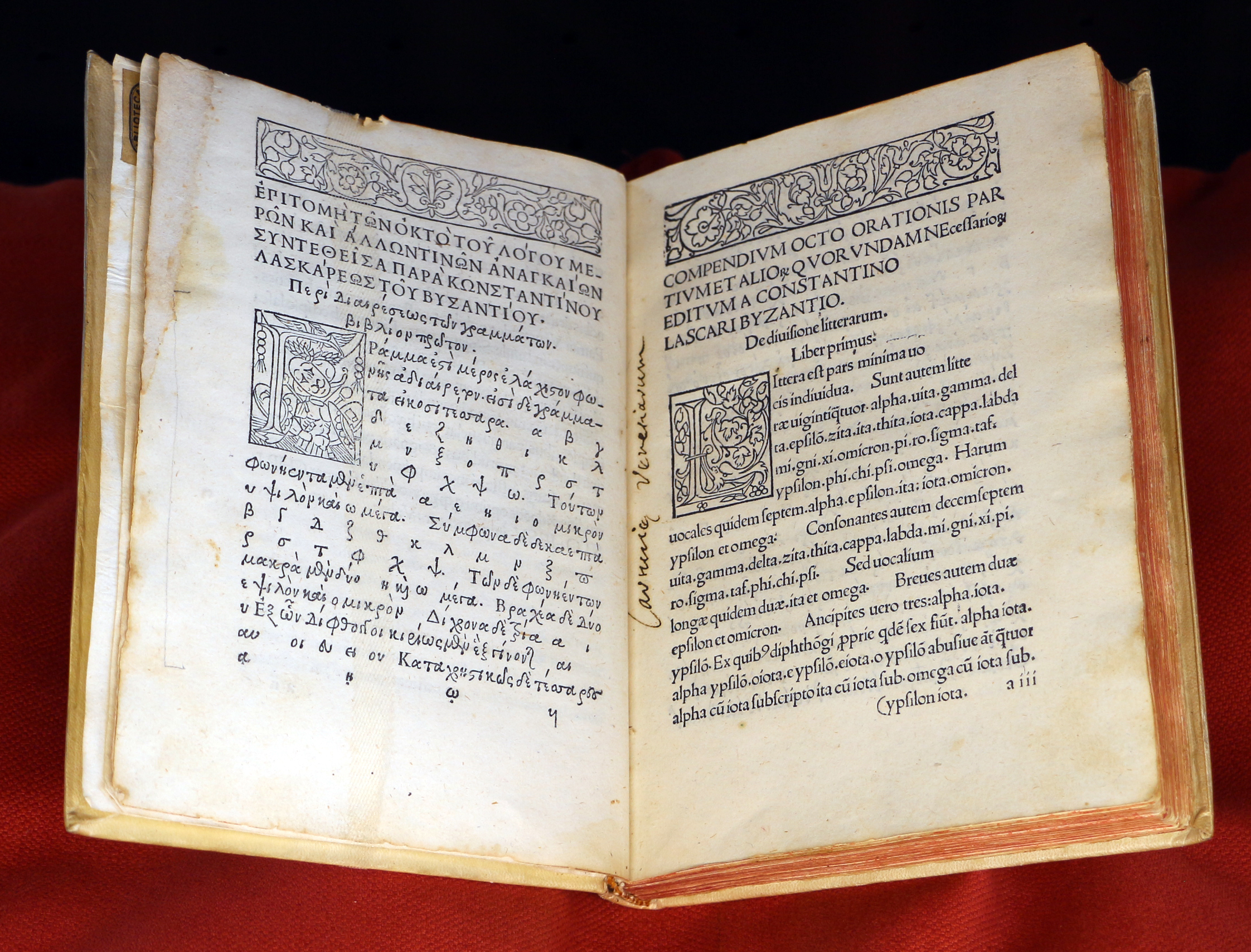
Erotemata, gedrukt boek in Oudgrieks (1476) van Lascaris

Konstantinos Lascaris (Constantinopel, 1434 – Messina, 1501) was een Byzantijns filoloog en humanistisch geleerde. Hij was een van de emigranten die het ten onder gegane Byzantijnse keizerrijk ontvluchtten. Lascaris werkte achtereenvolgens in het hertogdom Milaan (1458-1465), het koninkrijk Napels (1465-1466) en het koninkrijk Sicilië (1466-1501).
Op twee manieren zorgde hij ervoor dat Oudgriekse literatuur verspreiding kende onder een Westers publiek dat de Renaissance omarmde. Vooreerst was Lascaris een kopiist die veelvuldig Oudgriekse teksten overschreef of, minder vaak, naar het Latijn vertaalde. Daarnaast was Lascaris de eerste die een gedrukt boek uitgaf in het Oudgrieks: Erotémata (1476). Het was een grammaticaboek, dat eeuwen nadien nog leerlingen in Italië gebruikten om Oudgrieks te leren.
Oudgrieks was niet zijn moedertaal, wel Middelgrieks.

## Andere namen
Kostantini Laskari; Italiaans Costantino Lascaris; Constantijn Laskaris

## Levensloop
Lascaris werd geboren in Constantinopel in een periode dat het de hoofdstad was van het Byzantijnse Rijk, ofwel in het jaar 1433 of in 1434. Hij ging in de leer bij Johannes Argyropoulos, een filosoof. Later schreef hij over deze periode nauwkeurige verslagen: hoe hij de keizerlijke bibliotheek bezocht en daar de werken van Diodorus Siculus las, of welke relikwieën er in de kerken van Constantinopel vereerd werden, hoe het klooster van Christus Pantocrator er uit zag, waar de graven van de Oostromeinse keizers lagen en dergelijke.
Na de val van Constantinopel (1453) – Lascaris was negentien jaar – namen de Ottomanen hem gevangen. Hij kwam vrij en begon aan een zwerftocht richting Italië (1453-1458). Zo verbleef hij, naar zijn zeggen, in Pherai of Velestinon in Thessalië, op Rhodos en op Kreta.
In 1458 bood hij zich aan aan het hof van de hertog van Milaan, Francesco Sforza. Sforza stimuleerde literatuur. Het hof kende dan ook verschillende humanistische geleerden. Ondanks concurrentie van deze hovelingen verkreeg Lascaris de benoeming van leraar Oudgrieks bij prinses Ippolita. Lascaris begon met het schrijven van een grammatica voor haar.
In 1465 vergezelde Lascaris de prinses naar Napels, waar zij in het huwelijk trad met Alfons, de kroonprins van het koninkrijk Napels. Lascaris verliet Napels het jaar nadien (1466), niettegenstaande koning Ferdinand I hem tot hoogleraar retoriek benoemd had. Lascaris was begonnen met het schrijven van 35 biografieën van Calabrische filosofen, ten behoeve van Alfons, de kroonprins die de titel hertog van Calabrië droeg. Lascaris droeg bij tot de heropleving van het Oudgrieks bij de humanisten in Napels, doch wenste zo snel mogelijk naar Griekenland terug te keren.
Het schip strandde in de haven van Messina, in het koninkrijk Sicilië (1466). Messina was een stadstaat die semi-autonomie genoot binnen Sicilië. Enkele senatoren drongen erop aan dat Lascaris zich in Messina vestigde. Messina was de enige plek op Sicilië waar nog Oudgrieks gedoceerd werd. In het begin van zijn verblijf, steunde senator Luigi Saccano hem financieel. Lascaris werd docent Oudgrieks en Latijn (1468-1481) in de abdijstaat Santissimo Salvatore, wat hem een stabiel inkomen bezorgde. In de abdij hing Lascaris af van de Griekstalige archimandriet en kardinaal Bessarion, die de leerstoel financierde. De betalingen liepen soms vertraging op, na de dood van de kardinaal (1472), omdat de monniken weinig belangstelling hadden in de lessen.
Stilaan zocht Lascaris naar de mogelijkheid om een eigen school op te richten in de stad. Met steun van onderkoning Ximénez, de Spaanse onderkoning van Sicilië, lukt hem dat. Lascaris werd directeur van zijn privéschool voor Oudgrieks. Hij wijdde er zich aan het kopiëren van manuscripten en het consulteren van Oudgriekse werken. Deze trof hij aan in abdijen, bij bisschoppen of in de haven van Messina. Soms vertaalde hij Oudgriekse teksten naar het Latijn, ten behoeve van zijn leerlingen.
Het prestige van Lascaris’ school verspreidde zich over Sicilië en daarbuiten. In 1488 deed Ludovicus, hertog van Milaan, een poging om hem terug in Milaan te krijgen. Lascaris weigerde omwille van zijn slechte gezondheid.
Onder de bekende leerlingen van de school van Lascaris waren Pietro Bembo, later kardinaal, en Angelo Gabriel, beide patriciërs uit Venetië. De buitenlandse leerlingen verbleven zowat een tot twee jaar in Messina. Van Messina zelf afkomstig was Cola Bruno (1480-1542) leerling; Bruno werd aansluitend secretaris van kardinaal Pietro Bembo. Ook van Messina was de humanist en wiskundige Francesco Maurolico een leerling; diens vader was een Griekse immigrant zoals Lascaris.
In 1500-1501 brak de pest uit in Messina. Op 15 augustus 1501 dicteerde Lascaris zijn testament. Naar verluidt stierf hij kort nadien. Lascaris werd begraven in de Karmelietenkerk in Messina.

## Postuum
Bij testament gingen zijn manuscripten naar de senaat van Messina. De senaat liet alles bewaren in het archief van de kathedraal. Nadat de Spanjaarden bloedig de opstand in Messina hadden onderdrukt, namen ze het archief in beslag (1678). Alles werd getransporteerd naar Palermo, waar hertog Pacheco, de onderkoning, Lascaris’ werken inpikte voor zijn privécollectie. Nadat de Spaanse overheid later de hertogelijke verzameling in beslag nam (1711) werden de manuscripten van Lascaris verscheept naar Madrid (1712-1713). Sindsdan liggen ze in de Nationale Bibliotheek in Madrid. Ook andere bibliotheken, zoals de Vaticaanse Bibliotheek, bezitten Oudgriekse manuscripten van Lascaris, soms voorzien van zijn commentaren.

## Werken
- Erotémata, uitgegeven in Milaan in 1476 door Demetrio Damilàs. Dit is een grammaticaboek Oudgrieks, met voorwoord in het Latijn. Lascaris begon eraan te schrijven in de jaren 1580 toen hij in Milaan werkte. De Erotémata kende verschillende herdrukken. Het boek staat vermeld in Utopia van Thomas More; de inwoners van Utopia leren dankzij Erotémata Oudgriekse literatuur lezen.
- Brieven van Lascaris. De bestemmelingen zijn bisschoppen op Sicilië, de karmeliet Giovanni Crastone, Andrea di Cremona van de kanselarij van het hertogdom Milaan, een zekere Carlo oud-leerling, Giorgio Valla, een leerling uit Milaan en verschillende brieven aan kardinaal Bessarion.
- Epigrammen. Het gaat om vijf begrafenisteksten, een essay over poëzie en 483 epigrammen over grammaticale voorbeelden en inscripties.
- Woordenlijst Oudgrieks-Latijn. Dit manuscript werd later overgenomen onder meer door Ludovico Saccano, een humanist, in andere werken.
- Vertalingen Oudgrieks naar Latijn. Het gaat om religieuze teksten, alsook om twee teksten van Plutarchus: De parallela minora en De mulierum virtutibus.
- Vitae illustrium philosophorum Siculorum et Calabrorum. W. Schömberger was de uitgever in Messina van dit boek in 1499. Het was het tweede gedrukte boek van Lascaris. Het kende meerdere edities, met in totaal biografieën van 69 filosofen uit Sicilië en 35 filosofen uit Calabrië in het koninkrijk Napels. Lascaris was begonnen met dit werk tijdens zijn korte periode als hoogleraar in Napels.